# ملا محسن لاری
ملا محسن لاری (عبری:מולא מוחסן לארי) یک یهودی از شهر لار در نزدیکی شهر شیراز بود که به اسلام گروید. نام یهودی او ملا مردخای قصاب (عبری:מולא מרדכי קצב) بود.
او در زمان صفویان زندگی می‌کرد و قصاب کشروت بود. بعد از اختلاف بین او و جامعه یهودیان در مورد گوشت کشروت، او به اسلام گروید. او از روحانیون مسلمان درخواست کرد که فتوای دهند که یهودیان مجبور شوند رنگ آبی به سر کنند. او مأمور دولت برای اعمال این قانون شد و از شهر به شهر می‌رفت و یهودیان را مجبور به پوشیدن کلاه آبی می‌کرد. در زمانی که او به گیلان و مازندران رفت یهودیان این منطقه توطئه کرده و او را در دریا غرق کردند. از این زمان یهودیان به تدریج کلاههای آبی را از سر برداشتند.